# Microcharon boutini
Microcharon boutini is een pissebed uit de familie Lepidocharontidae. De wetenschappelijke naam van de soort is voor het eerst geldig gepubliceerd in 1995 door Boulanouar, Yacoubi, Messouli & Coineau.